# Gare de Szabadságliget
La gare de Szabadságliget (en hongrois : Szabadságliget vasútállomás) est une halte ferroviaire hongroise, située à Pilisvörösvár.